# Peu del Funicular
El Peu del Funicular és un veïnat del barri de Sarrià de Barcelona, format al voltant de l'estació del funicular de Vallvidrera, al vessant de llevant de la serra de Collserola.

## Història

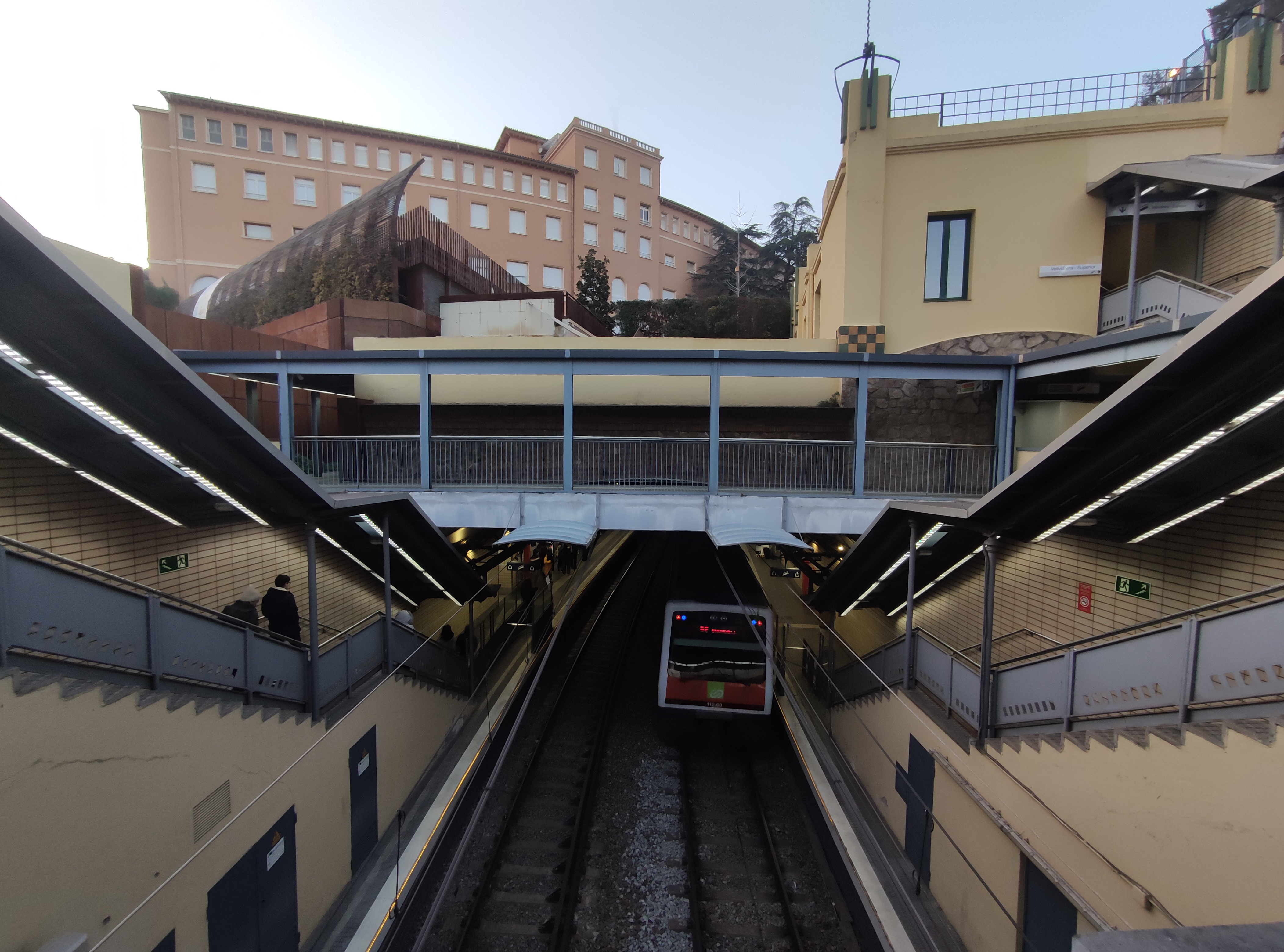
Estació de tren Peu del Funicular

El veïnat començà a urbanitzar-se amb l'entrada en funcionament del funicular de Vallvidrera, el 1906. Fins aleshores només hi havia algunes cases de pagès, com Can Sibina, la Torre Ràfols o Can Mestres. Les primeres cases modernes las va fer construir el 1905 l'indià Antoni Castañer, al costat de la carretera de Vallvidrera. Amb la inauguració el 2016 del baixador del Peu del Funicular de la línia ferroviària de Sarrià a les Planes, es començà a urbanitzar amb cases d'estiueig el costat de llevant de la vall, al voltant del carrer del Bosc. A principis dels anys 1920, a iniciativa d'Ignasi de Llança, es va obrir el carrer de Carroç, en terrenys del llinatge Carroç (o Carròs), associat a la família Llança, consolidant-se un nucli de població, més popular que els anteriors, que seguí pels carrers de Sant Jaume Apòstol, de Pau Feu i del Comandant Llança, fins a arribar a la carretera de les Aigües.

## Descripció

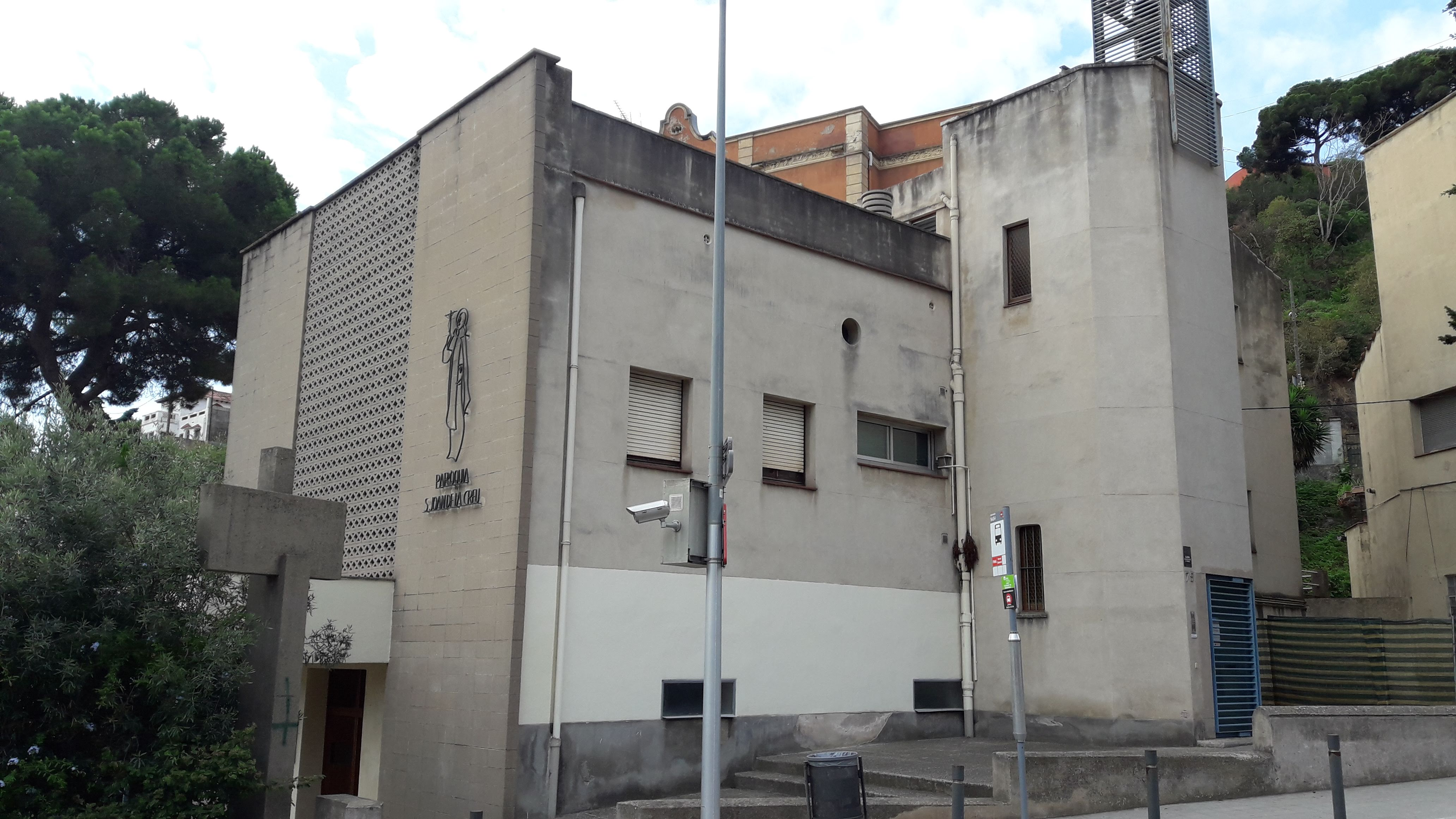
Església de Sant Joan de la Creu

El barri segueix el pendent de la muntanya, amb carrers de fort pendent (de més del 10%). Per aquest motiu, l'associació de veïns del Peu del Funicular reclama una línia d'autobús de barri. Sobre mateix de l'estació del funicular hi ha l'inici de 'la Drecera', un antic camí de ferradura que puja paral·lel al funicular, i arriba a Vallvidrera. Als anys 1960 es van fer graons al llarg de tot el camí.
Dins del veïnat, a la carretera de Vallvidrera, hi ha la parròquia de Sant Joan de la Creu, regentada pels caputxins de Sarrià des de la seva construcció, el 1950.

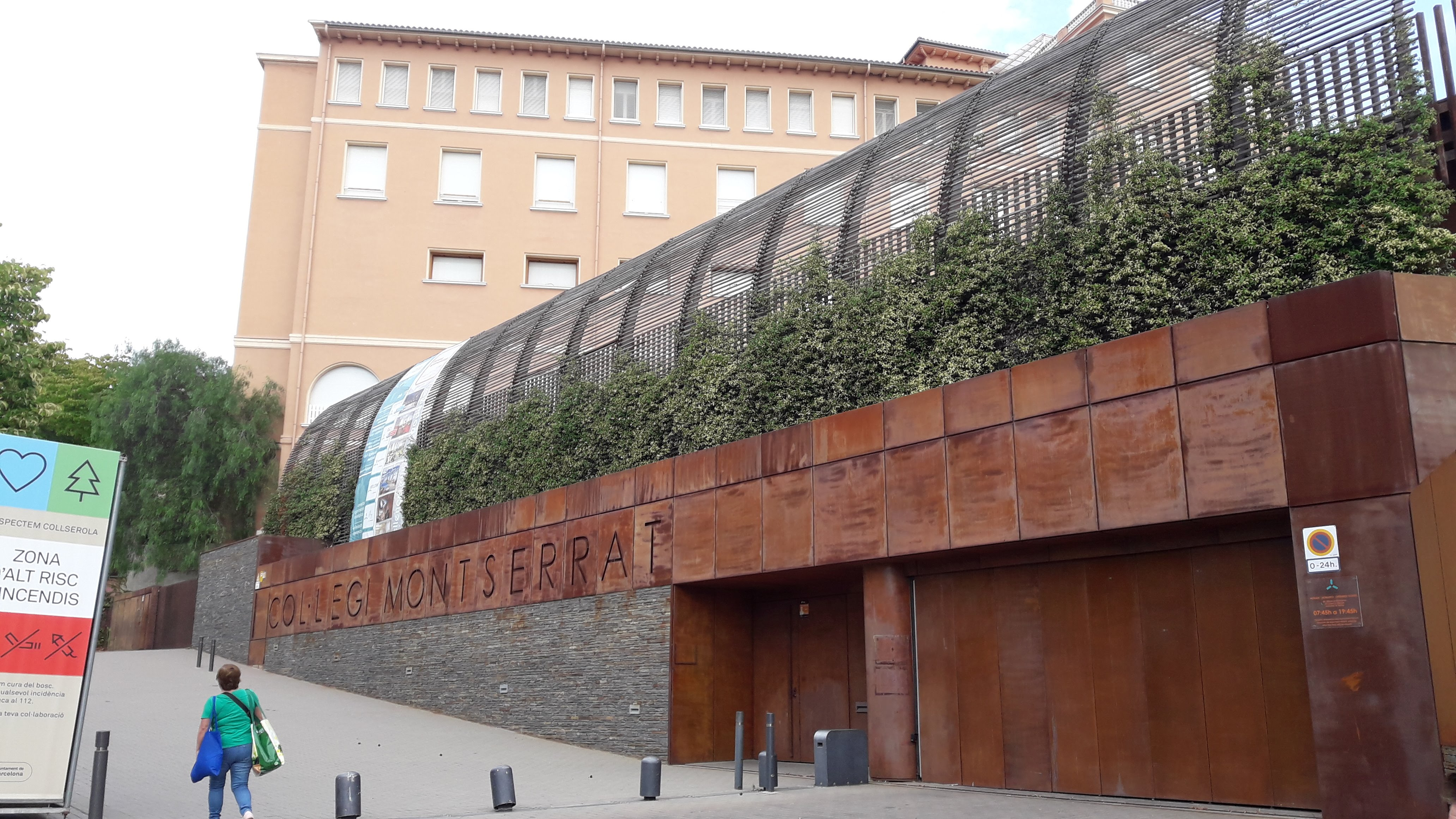
Col·legi Montserrat

A l'altra banda de la carretera hi ha el Col·legi Montserrat, fundat el 1929 per la Congregació de les Missioneres Filles de la Sagrada Família de Nazaret.
L'antic Hogar Santa Marta, al carrer del Bosc, 2, ha estat remodelat per a l'escola Eina Bosc, Centre Universitari de Disseny i Art de Barcelona.